# هاله غورانی
هاله باشا-غورانی (به انگلیسی: Hala Basha-Gorani) (زادهٔ ۱ مارس ۱۹۷۰) گویندهٔ‌خبر و خبرنگار سی‌ان‌ان بین‌الملل مستقر در دفتر لندن است. او در حال حاضر مجری برنامهٔ جهان در همین لحظه با هاله غورانی (The World Right Now with Hala Gorani) است که از دوشنبه تا جمعه ساعت ۹ شب به وقت اروپای مرکزی (۱۱:۳۰ شب به وقت تهران) پخش می‌شود. غورانی پیشتر تا سال ۲۰۰۹ به‌همراه جیم کلنسی مجری برنامهٔ جهان امروز شما (Your World Today) بود و بعد از آن تا آوریل ۲۰۱۴ به اجرای میز بین‌الملل (International Desk) از دفتر آتلانتای سی‌ان‌ان پرداخت. او سوریهای-آمریکایی است ولی در فرانسه بزرگ شده‌است.